# Xanthorhoe obscura
Xanthorhoe obscura là một loài bướm đêm trong họ Geometridae.